# Număr octogonal
Un număr octogonal este un număr figurativ care extinde conceptele de număr triunghiular și număr pătrat la un octogon (poligon cu opt laturi). Spre deosebire de numerele triunghiulare și pătrate, modelele implicate în construcția numerelor octogonale nu sunt simetrice rotațional. Mai exact, al n-lea număr octogonal este numărul de puncte dintr-un model de n octogoane imbricate, toate având un vârf (colț) comun, unde al i-lea octogon al modelului are laturile formate din punctele i distanțate la o unitate unul de celălalt. Numărul octogonal Nn este dat de următoarea formulă:
{\displaystyle N_{n}=n^{2}+4\sum _{k=1}^{n-1}k=3n^{2}-2n=n(3n-2)}
Numerele octogonale pot fi formate prin plasarea numerelor triunghiulare pe cele patru laturi ale unui pătrat. Al n-lea număr octogonal poate fi, de asemenea, calculat prin adăugarea pătratului lui n la de două ori al (n–1)-lea număr pronic.
Primii termeni ai șirului de numere octogonale sunt:
0, 1, 8, 21, 40, 65, 96, 133, 176, 225, 280, 341, 408, 481, 560, 645, 736, 833, 936, 1045, 1160, 1281, 1408, 1541, 1680, 1825, 1976, 2133, 2296, 2465, 2640, 2821, 3008, 3201, 3400, 3605, 3816, 4033, 4256, 4485, 4720, 4961, 5208, 5461.
Uneori numerele octogonale sunt denumite număr stea, deși acel termen este mai frecvent utilizat pentru a se referi la numerele centrate dodecagonale.

## Proprietăți
Paritatea numerelor octogonale alternează consistent.
Suma inverselor
O formulă pentru suma inverselor numerelor octogonale este:
{\displaystyle \sum _{n=1}^{\infty }{\frac {1}{n(3n-2)}}={\frac {9\ln(3)+{\sqrt {3}}\pi }{12}}}